# Jordi Jané i Guasch
Jordi Jané i Guasch (l'Arboç, Baix Penedès, 26 de novembre de 1963) és un advocat i polític català, exconseller d'Interior de la Generalitat de Catalunya.

## Biografia
Va néixer el 26 de novembre de 1963 a l'Arboç, fill d'un promotor cultural arbocenc: Josep Maria Jané i Samsó. És advocat i màster en Dret comparat, ha impartit docència com a professor de Dret Constitucional a la Universitat Pompeu Fabra i a la Universitat Rovira i Virgili de Tarragona.
Militant fundador de la Joventut Nacionalista de Catalunya el 1980, és conseller nacional de Convergència Democràtica de Catalunya.
Va ser assessor jurídic i secretari general del Grup Parlamentari de la Minoria Catalana al Congrés dels Diputats entre 1986 i 1998. Va ser diputat al Congrés per la província de Barcelona en la VII i VIII legislatura i per la província de Tarragona en la IX i X legislatura. Va exercir de portaveu adjunt del Grup Parlamentari Català (Convergència i Unió) a les dues primeres. També va ser portaveu de CiU a la comissió d'investigació de Gescartera, el 2001, i a la comissió d'investigació sobre els atemptats de l'11-M, el 2004. A la VIII legislatura va impulsar la comissió de Seguretat Viària i Prevenció d'accidents de Trànsit de la que en va ser elegit el seu primer president per unanimitat.
Entre 2008 i 2015 va ocupar una vicepresidència de la cambra parlamentària espanyola.
El 22 de juny de 2015, amb la remodelació del Govern feta pel president Mas, assumí les funcions de conseller d'Interior en substitució de Ramon Espadaler. Continuà exercint el càrrec en el Govern de Carles Puigdemont, fins que el 14 de juliol del 2017 fou substituït per Joaquim Forn degut als canvis de govern de la Generalitat de cara al referèndum de l'1-O.
Durant la seva etapa com a Conseller d'Interior es va aconseguir desbloquejar la reunió amb l'Estat per celebrar la Junta de Seguretat de Catalunya (10-7-2017), que portava més de 8 anys sense reunir-se, acordant-se l'entrada dels Mossos d'Esquadra a la taula d'avaluació de l'amenaça terrorista i al CITCO, amb l'objectiu de millorar els mecanismes de cooperació policial per compartir dades. També es van aprovar, entre d'altres mesures, el Pla Estratègic 2017-2022 amb la planificació de les inversions necessàries per posar al dia el Cos de Bombers i un nou model d'uniformitat per a totes les policies locals i  Mossos d'Esquadra, amb l'objectiu de reforçar el concepte de Policia de Catalunya. Es van convocar noves promocions de les diferents escales de Mossos d'Esquadra i Bombers i, en l'àmbit de la seguretat viària, es va aconseguir una reducció en el nombre d'accidents i víctimes a les carreteres catalanes, arribant-se en el primer semestre del 2017 a les xifres més baixes des del traspàs de les competències de trànsit a la Generalitat de Catalunya a l'any 1997 (66 víctimes mortals).